# Emil Lerp
Emil Lerp (* 1886 in Goldbach; † 1966 in Hamburg) war ein deutscher Unternehmer und Erfinder.

## Leben
1927 stellte Emil Lerp die erste Benzin-Kettensäge vor. Er startete auf dem Berg Dolmar im Thüringer Wald die erste Präsentation mit der Kettensäge Modell A, die als Zweimanngerät ein Gewicht von 58 kg hatte. Am 15. Juni 1928 erhielt Lerp das Patent auf eine „auf einem tragbahrenartigen Gestell angeordnete Baumsäge“.
1928 nannte Lerp sein in Hamburg gegründetes Unternehmen nach dem Berg in Dolmar um. Vor seiner Selbstständigkeit arbeitete Emil Lerp zusammen mit Andreas Stihl, dem späteren Gründer von Stihl, als Verkäufer für die Ernst Ring Company (Rinco-Sägen).